# 温庭筠
温 庭筠（おん ていいん、817年? - 866年?）は、中国・唐代中期の詩人。字は飛卿。もとの名は岐。雍州鄠県の出身。本貫は太原郡祁県。弟は温庭皓。子は温憲。娘は段成式の子の段安節の妻。宰相の温彦博の末裔にあたる。
温瑒の子として生まれた。詩風は六朝時代の宮体詩に近く、同年代の李商隠に比べてやや退廃的。また、温庭筠の性格も相まって少々軽薄な美しさがある。李商隠と共に、宋代初期の西崑体に強く影響を残している。